# Distrito de Cloppenburg
El Distrito de Cloppenburg (en alemán: Landkreis Cloppenburg; en bajo alemán: Landkreis Cloppenborg; en frisón de Saterland: Loundkring Kloppenbuurich) es un distrito (Landkreis) ubicado al oeste del estado federal de Baja Sajonia (Alemania). Limita al oeste con el distrito de Emsland y Leer, al norte con el distrito de Ammerland, al este con el distrito de Oldemburgo y el Vechta y al sur con el Distrito de Osnabrück. El distrito es parte de la región denominada Oldenburger Münsterland. La capital del distrito es la ciudad de Cloppenburg.

## Geografía
El Landkreis Cloppenburg cae en la región del Oldenburger Land se intercambia el Geest.

## Clima
La medida de la temperatura en la región se realiza desde el 1937 sobre la ciudad de Cloppenburg a 21 km (Löningen/Kreis Cloppenburg). La temperatura media anual es de 8,4 °C. El máximo mensual se 16,7 °C en julio. El mes más frío es enero con una temperatura de 0,8 °C. La temperatura moda es de 5 °C que ocurre en 288 días del año, mientras que 10 °C ocurre en 155 días.

## Composición territorial del distrito
(Habitantes según el censo del 30 de junio de 2006)
1. Barßel (12.423)
2. Bösel (7.562)
3. Cappeln (6.804)
4. Cloppenburg, ciudad, Capital de distrito (31.522)
5. Emstek (11.402)
6. Essen (8.125)
7. Friesoythe, Ciudad (20.447)
8. Garrel (12.577)
9. Lastrup (6.665)
10. Lindern (4.662)
11. Löningen, Ciudad (13.244)
12. Molbergen (7.886)
13. Saterland [Sitz: Ramsloh] (12.896)

## Literatura
- HOFFMEISTER, J, 1930: Das Klima Niedersachsens. Hannover. (= Veröffentlichungen der wirtschaftswissenschaftlichen Gesellschaft zum Studium Niedersachsens. Reihe B, H.6).
- HOFFMEISTER, J, 1937: Die Klimakreise Niedersachsens. Oldenburg i. O (= Veröffentlichungen der wirtschaftswissenschaftlichen Gesellschaft zum Studium Niedersachsens Reihe B, H.16).